# Spies von Büllesheim

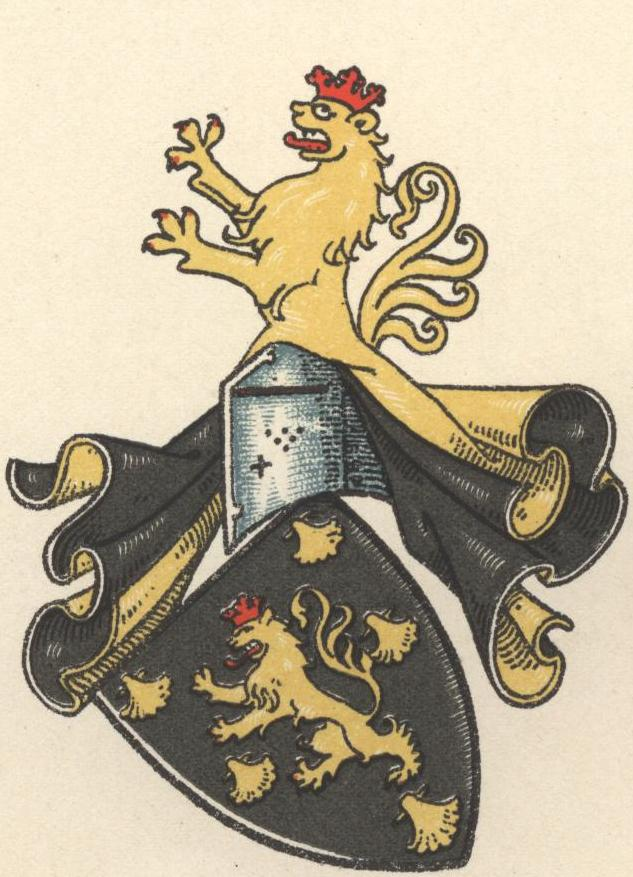
Wapen van de nog levende tak Spies von Büllesheim

Spies von Büllesheim is een oeradellijk katholiek geslacht uit het land van Gulik (Jülich). De heren Spies von Büllesheim behoorden in de 15de eeuw tot de Kurkölnische ridderschap, en in de 17de eeuw behoorden meerdere takken tot de Gulik-Bergse ridderschap. Sinds 1827 behoren leden tot de Pruisische adel. Het geslacht had naast bezit in Gulik en Berg ook bezittingen in de Nederlanden, voornamelijk in Limburg maar ook in Gelderland en Overijssel.

## Geschiedenis
Voor het eerst verschijnt een naamdrager in 1319 in een oorkonde, namelijk Ludevicus filius Christiani de Buellesheim, een oorkonde die zich bevindt in het archief van de Nederlandse provincie Limburg en in verband staat met de Maastrichtse abdij Kloosterade. De bewezen stamreeks begint met ridder Heinrich Ysaack von Büllesheim, heer van Büllesheim, vermeld tussen 1387 en 1396. Op 11 juli 1396 koopt hij het dorp Großbüllesheim van Johann, heer van Daun voor 500 gulden en wordt er mee beleend. De koop omvatte naast het dorp “das Haus, vorburgen mit hofstatt und mit allsolchem land und rechten”. In de memories van het klooster Schwarzenbroich wordt hij genoemd als Dominus Henricus Isaac miles de Büllesheim. Zijn zoon Reimar Spies von Büllesheim, die vermeld wordt tussen 1407 en 1431, werd op zijn beurt in 1407 met Büllesheim beleend. Hij was hofmaarschalk van de hertog van Gulik in 1422 toen Reinald van Gulik hertogdommen Gelre en Gulik tot een personele unie vormde. In 1424 ontving Reimar van de aartsbisschop van Trier voor zijn trouwe dienst "die Herrschaft zu Büllesheim mit dem recht".
Bij ministerieel Pruisisch besluit van 13 maart 1827 werd Ludwig von Spies, heer van Hall, verheven in de Freiherrenstand; zijn nageslacht voert de naam Spies von Büllesheim. Bij een gelijkaardig besluit uit 1828 werd Franz von Spies auf Maubach verheven tot Freiherr en voerde de naam Spies-Maubach.

### Wapenbeschrijving
De Duitse wapenbeschrijving van de nog levende tak luidt als volgt: "Das Stammwappen zeigt in Schwarz einen gekrönten, zweischwänzigen, rot bewehrten goldenen Löwen (Pfälzer Löwe) begleitet von fünf goldenen Pilgermuscheln (2,2,1)."

## Enkele telgen
- Heinrich Ysaack Spies von Büllesheim, ridder en hofmaarschalk van de hertog van Gulik.
  - Willem Spies von Büllesheim, abt van Siegburg (1426).
  - Heinrich Spies von Büllesheim, heer van Büllesheim, Loersfeld en Bodendorf, stamvader van de takken tot Frechen, Loersfeld en Bubenheim; trouwde met Carda van Randerath.
    - Johan Spies von Büllesheim, ridder, heer van Frechen, in 1466 door de aardbisschop van Keulen mee beleend; trouwde met Greta van Cluting.

  - Reimar Spies von Büllesheim, heer van Büllesheim, hofmaarschalk van de hertog van Gulik (1422); trouwde met Sophia van Langel.
    - Jr. Johan Spies von Büllesheim, heer van Bohlheim en beleend met Großbüllesheim door hertog Willem II van Gulik-Berg; getrouwd met Aleid van Brempt, die huis Bohlheim ten huwelijk bracht. De huwelijkse voorwaarden dateren van 10 mei 1436.[2]
      - Adam Spies von Büllesheim, heer van Bohlheim (leen van Keulen).
      - Sophia Spies von Büllesheim; trouwde in 1491 met Johan van Elmpt, heer van Elmpt en Burgau, zoon van Willem van Elmpt en Elisabeth van Erp.
      - Jr. Wilhelm Spies von Büllesheim, heer van Mozenborn; getrouwd met Maria van de Weijer, erfvrouwe van Schweinheim.
        - Catharina Spies von Büllesheim; getrouwd met mr. dr. Joost van Beyssel van Eupen, professor en geheimraad van Keizer Maximiliaan I van het Heilige Roomse Rijk, zoon van Johan, schepen van aken en Jenne van Avennes. De huwelijkse voorwaarden dateren van 21 mei 1489.
        - Jr. Frans Spies von Büllesheim (†dec. 1553), heer van Mozenborn, beleend met Schweinheim door de hertog van Gulik (vesting, huis, dorp en gericht), tekende in 1538 als vertegenwoordiger van de Gulikse ridderschap op de landdag van Nijmegen, toen Willem V van Kleef, hertog van Kleef, Gulik en Berg de nieuwe hertog van Gelre werd; trouwde vóór 1530 met jkvr. Elisabeth van Ghoor (†1578), zij erfde in 1572 de goederen Einrade en Schimper, nadat haar vierde en laatste broer, Johan van Ghoor, landcommandeur van de Balije Alden Biesen van de Ridderlijke Duitse Orde, net als haar andere broers, zonder wettige kinderen was komen te overlijden. Zij liet deze goederen bij testament na aan haar kleinkinderen, kinderen van haar dochter Marie Reuschenberg - Spies.
          - Maria Spies von Büllesheim († voor 1557); op 11 december 1543 getrouwd met jr. Willem van Reuschenberg tot Selikum († voor 1557), vazal van het 'Stichte van Cuelen'. Zij had bij het beschikbaar komen van de bruidsschat afstand gedaan van alle aanspraken uit de boedels van haar ouders, ter wille van de instandhouding van het 'aan de rechte stam van het geslacht voorbehouden erfgoed'. Haar drie kinderen erfden bij testament (1578) van haar moeder Einrade en Schimper.
            - Willem van Reuschenberg - Selikum
            - Margaretha van Reuschenberg, gehuwd met jr. Gerhardt van Elmpt, bezitter van het machtige huis Burgau.
            - Johan van Reusenbergh, Ridder van de Duitse Orde

          - Elisabeth Spies von Büllesheim, non in het Premonstratenzers klooster van Füssenich.
          - Margaretha Spies von Büllesheim, non in het Premonstratenzers klooster van Füssenich.
          - Jr. Daniël Spies von Büllesheim (†1598), heer van Schweinheim en Einrade; op 7 april 1560 beleend met huis en heerlijkheid Schweinheim; trouwde in 1550 met Catharina Huyn van Amstenrade, erfvrouwe van Erenstein. Hij was in 1576 als heer van de lage heerlijkheid Schweinheim in strijd verwikkeld met Anna Blanckart vrouwe van Ringsheim, over het patronaatsrecht van de kapel van Schweinheim.[4]
            - Catharina Spies von Büllesheim; trouwde met Ulrich van Hoensbroeck, baron van Hoensbroek en heer van Haag (1561-1631). Ulrich Hoen was eerder gehuwd met Adriana Van Boedberg tot Haag.
            - Jr. Johan Spies von Büllesheim, heer van Schweinheim, Erenstein, Kerkrade en Einrade († 1638); trouwde met Anna Hoen van der Veurdt, erfvrouwe van Terveurdt en Prickenis[5]. Hij was in 1602 als heer van de lage heerlijkheid Schweinheim in strijd verwikkeld met Maria von der Leyen vrouwe van Ringsheim, over het patronaatsrecht van de kapel van Schweinheim.[4]
              - Jr. Johan Daniel Spies von Büllesheim († 1631).

            - Jr. Willem Spies von Büllesheim, heer van Schweinheim, Erensteinm, Kerkrade en Einrade; trouwt met Margaretha Katharina Print van Horchheim genaamd Broel, erfvrouwe van Oberehe, Rohr en Rath.
              - Jr. Frans Willem Spies von Büllesheim, heer van Schweinheim, Erensteinm, Kerkrade, Einrade en Rohr († 1672).
              - Jr. Johan Salentin Spies von Büllesheim, heer van Rath, Oberehe en Wollmerath.

            - Jr. Daniel Spies jr. (†1609)

          - Jr. Willem Spies von Büllesheim, heer van Mozenborn en Schimper, erfschenker van de Hertog van Gulik, Guliks raad en ambtman te Eschweiler en Wilhelmstein; trouwde met Catharina von Thülen zu Brüggen.
            - Jr. Daniël Spies von Büllesheim (†12 april 1625, begraven 2 juni 1625), heer van Mozenborn, ambtman te Millen en Born; trouwde op voorwaarden met Johanna van Metternich-Müllenarck, waarbij de Daniël het goed Schimper, het halve goed Eijnraedt en het halve goed Lamerstorf in bracht. Over Schimper en Eijnrade liep een civiel proces. Schimper en 1/3 Eijenrade zijn later toebedeeld aan de jongere zoon Herman.
              - Jr. Hermann Heinrich Spies von Büllesheim, heer van Mozenborn, domdeken te Worms vanaf 1658.[6]

            - Jr. Herman Spies von Büllesheim († 1650), grondheer van Schimper, beleend met Schimper, kapitein der infanterie in dienst van de Hertog van Palts-Neuborg en later kamerheer, ambtman en stadhouder te Heinsberg; trouwde met Catharina van Rechteren (1594-1666).
              - Jr. Franz Wilhelm Spies von Büllesheim (1625-1683/1687), heer van Dückenburg, Elbroich en Schimper en Schweinheim (in 1652)
                - Johan Herman Spies von Büllesheim, ridder, heer van Schimperen en Duckenburg, trad in 1699 in de Ridderlijke Duitse Orde, commandeur van Bekkevoort en van Gruitrode, begraven in Düsseldorf.
                - Jr. Philips Willem Spies von Büllesheim, heer van Schimperen, kolonel.
                - Maria Agnes Anna Francisca Spies von Büllesheim, kanonikes te Neuss; trouwde op 5 juli 1705 met Johan Ferdinand baron von Kerpen, heer van Itlingen.
                - Bernhardine Wilhelmine Eleonore Spies von Büllesheim, kanonikes te Schwarzheindorf.
                - Jr. Johan Ferdinand Carl Spies von Büllesheim, kwam door huwelijk in het bezit van Maubach en werd de stamvader van de tak tot Maubach

              - Margaretha Mechteld Spies von Büllesheim, trouwde met Stephan de Geloes, heer van Lobosch en Elmpt.
              - Johan Zeger Spies von Büllesheim (1630-1683), trad in 1654 in de Ridderlijke Duitse Orde, Balije Alden Biesen. Hij werd commandeur van St. Gilles te Aken (1661-1671), stadhouder in 1663, commandeur van Ordingen en Holt (1667-1677) en van Bernissem (1677-1683).[7].
              - Anna Johanna Spies von Büllesheim (1631-1694); trouwde Johan Joachim van Reede, heer van Hernen en Saesveld († 1668), zoon van Godert van Reede en Maria van Wijhe, erfvrouwe Hernen.
              - Catharina Ida Spies von Büllesheim (1632-1694), abdis van het adellijke vrouwenklooster van St. Quirinus te Neuss (1669-?).
              - Clara Francisca Spies von Büllesheim (1641-1685), abdis te Gerresheim (1663-1685).

### Overige voormalige bezittingen

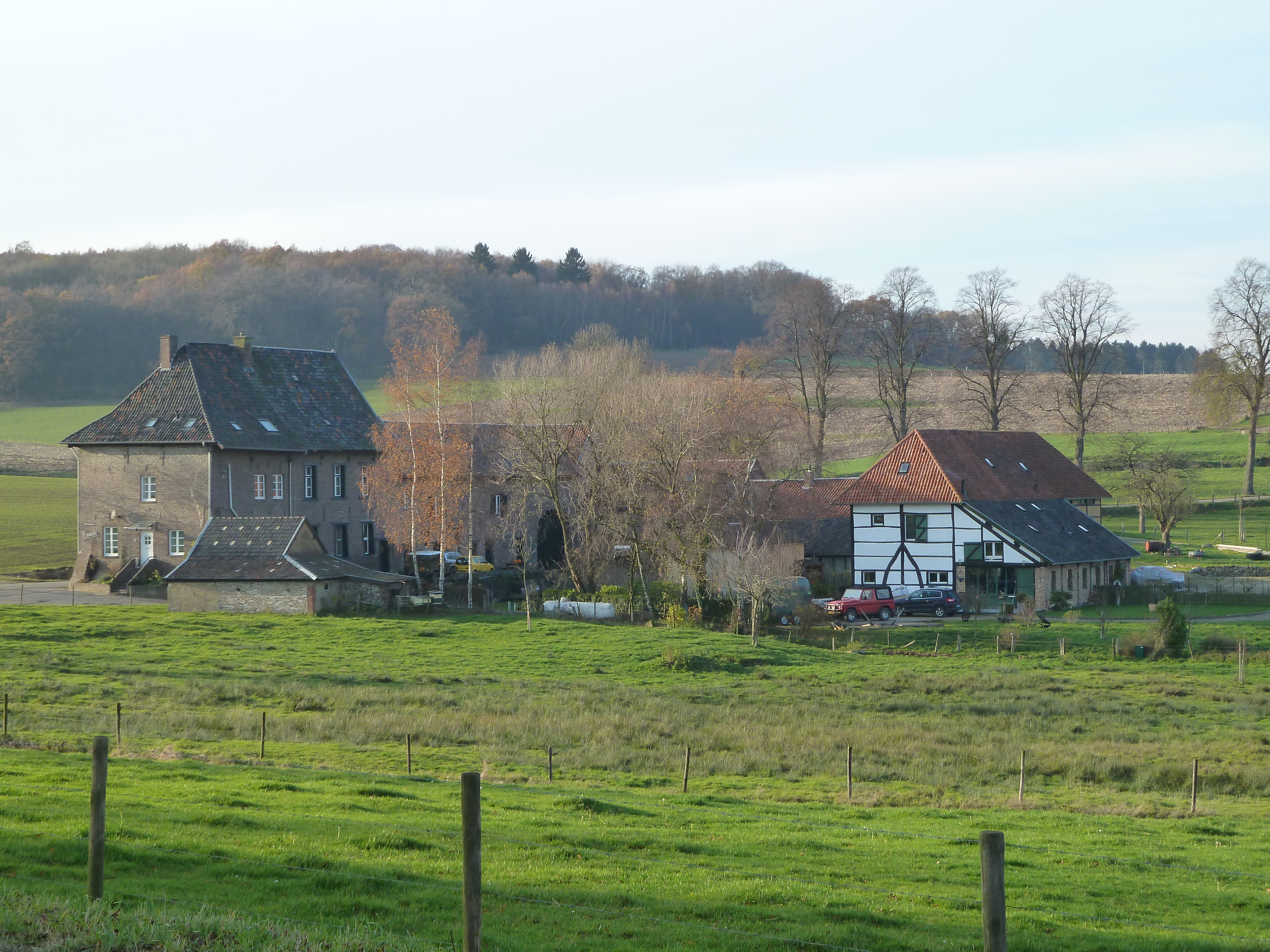
Voormalig kasteel Einrade te Holset
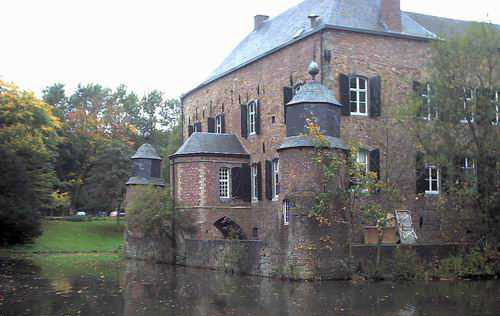
Kasteel Erenstein te Kerkrade
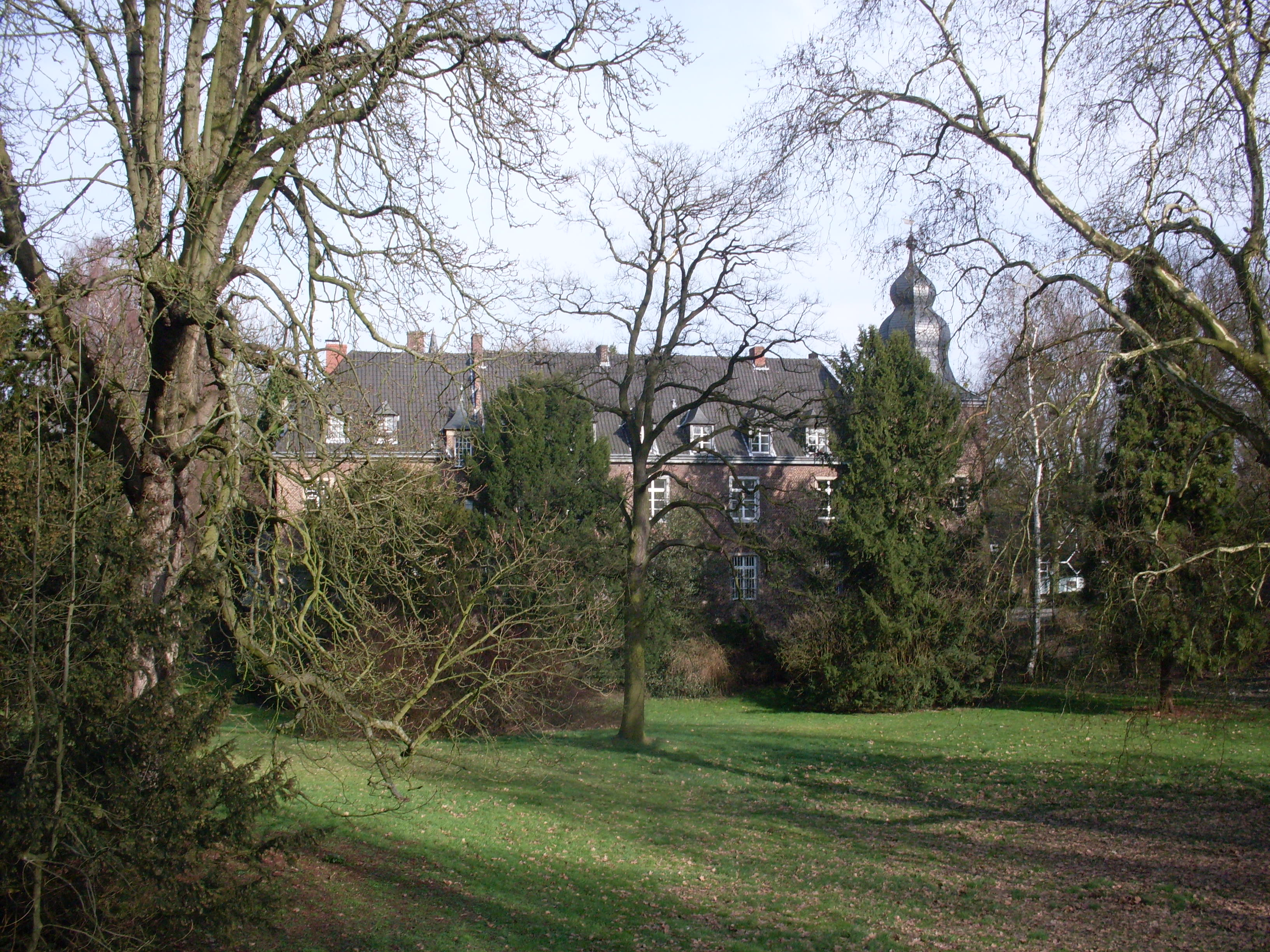
Kasteel Elbroich te Düsseldorf
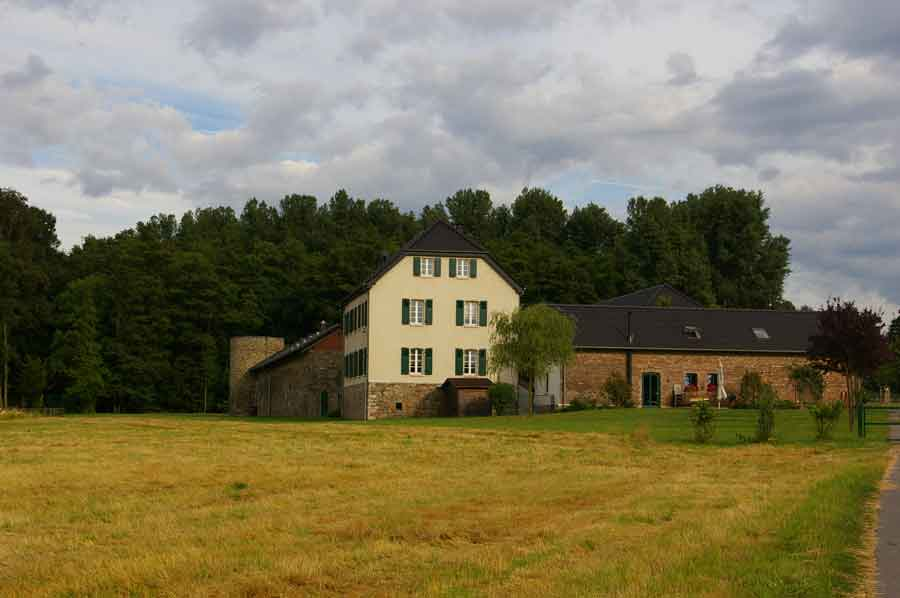
Restanten van de waterburcht Dückeburg te Langenfeld

## Tak tot Maubach(uitgestorven met Otto, zoon van de Pruisische generaal)
Jhr. Johan Ferdinand Carl Spies von Büllesheim, heer van Dückenburg, beleend met Schimper ritmeester in het carbinier-regiment van de Palts, lid van de Bergse ridderschap; hij trouwde in 1724 met Maria Anna baronesse van Pallandt, dochter van Marsilius Ferdinand baron van Pallandt, heer van Maubach en Johanna Sofia Maria Kolff von Vettelhoven, erfvrouwe van Maubach.
- Johan Hugo Franz Joseph Spies von Büllesheim, heer van Maubach en Schimper (* 29 maart 1730 - † 8 juli 1810), trouwde voor de eerste maal met Johanna Dorothea Quadt von Honscheid, hij trouwde in 1790 voor de tweede maal met Maria Sophia Theodora Beissel von Gymnich-Frens, dochter van Franz Hugo Beissel von Gymnich-Frens en Anna von Warnsberg-Blens, hij trouwde voor de derde maal in 1797 te Keulen met de zuster van zijn tweede vrouw, genaamd Maria Anna Beissel von Gymnich-Frens; werd 18 mei 1747 beleend met Schimper en in 1756 wegens Maubach opgezworen in de Gulikse Ridderschap;.
  - Franz Hugo Edmund Freiherr Spies-Maubach, heer van Maubach en Schimperen (tot 1822), (5 juli 1798 - 9 april 1876); trouwde met Augusta Huberta baronesse von Dorth-Wildenrath, dochter van Johan Bernhard Franz Ludwig Freiherr von Dorth-Wildenrath en Anna Maria baronesse Raitz von Frentz-Schlenderhan. Franz Hugo woonde op Maubach, hij verkocht in 1822 het domein Schimper, en in 1840 ook Ober- en Unter Maubach.

### Schimper
In 1822 werd Schimper verkocht aan de douairière van baron Arnold Antoine de Thiriart, heer van Mutzhagen. Het bestond toen nog uit het kasteel, de heerlijkheid, meerdere boerderijen, een molen, gronden waaronder 40 hectare bos, en recht op een kerkbank. Het is daarna meerdere malen vererfd aan nazaten van baron de Thiriart. In 1950 kwam wat nog restte in handen van de Vicomte Charles de Harlez de Deulin die het verkocht waardoor het oud-adellijke goed in burgerlijke handen kwam. Vanaf 1980 is het in bezit van Hendrik Simons.

## Tak tot Hall
Ludwig Joseph Fortunatus Ignatius Spies von Büllesheim zu Hall, (Dusseldorf 1785-1860), kamerheer en landsraad in de kreits Mülheim an der Ruhr, werd in 1849 voorzitter van het genootschap Rheinischen Ritterbürtigen Adels, waarvan hij in 1835 medeoprichter was. Hij kwam door huwelijk in bezit van Hall.
- Edmund Freiherr Spies von Büllesheim, heer van Hall, Rott, Kleeburg en Metternich (1820-1904), gehuwd met Gräfin Sophie Freiin von Fürstenberg, Pruisisch kamerheer, burgemeester van Ratheim (1855-1867), kwam in 1895 in het bezit van Metternich door aankoop
  - Adolf Freiherr Spies von Büllesheim, heer van Hall, Rott, Kleeburg en Metternich (1867-1923), gehuwd met Gräfin Sophie von Westerholt, Pruisisch kamerheer, burgemeester van Ratheim (1897), breidde huis Hall uit met twee vleugels, liet drie zonen en drie dochters na, waarvan de oudste zoon erfgenaam en opvolger werd
    - Egon Freiherr Spies von Büllesheim, heer van Hall (1900-1983), gehuwd met Maria Freiin von Oer, vaandrig
      - Adolf Freiherr Spies von Büllesheim, heer van Hall (1929-2011), gehuwd met Maria Immaculata Baronin von Vittinghof genannt Schell zu Schellenburg, juridisch doctor, land- en bosbouwer, burgemeester van Hückelhoven (1969-1972), lid van de Bondsdag (1972-1987). Hij liet huis Hall van 1978-1981 renoveren; sindsdien wordt het weer bewoond door de familie bewoond als stammsitz.
        - Max Edmund Freiherr Spies von Büllesheim, heer van Hall (1971), bewoner van huis Hall
          - Ludwig Spies von Büllesheim, (°2005), zevende generatie op Huis Hall

    - Wilhelm Freiherr Spies von Büllesheim, heer van Metternich (1902-1940)
      - Franz Freiherr Spies von Büllesheim, heer van Metternich (1933), bewoner van de burcht Metternich

  - Ludwig Wilhelm Spies von Büllesheim (1869-1943), 1e luitenant
    - Franz Spies von Büllesheim (1919-1944), 1e luitenant en compagniecommandant, gesneuveld bij Houffalize
      - Franz Joseph Spies von Büllesheim (1944), koopman, eigenaar im- en exportbedrijf; trouwde in 1971 met de Nederlandse Ingrid Margaretha van der Willik (1948)

### Bezittingen
Edmund Spies von Büllesheim kocht in 1895 het huidige huis Metternich dat in 1885 geheel nieuw gebouwd is. De familie bewoont het huis tot op heden. Het huis Hall kwam in 1817 in het bezit van Spies von Büllesheim door het huwelijk van Ludwig Joseph Fortunatus Ignatius met Karoline Anna Hubertine, dochter uit het geslacht Raitz von Frentz zu Kellenberg. Nazaten van Ludwig zijn tot op heden nog eigenaar.